# Lodówka (ptak)
Lodówka (Clangula hyemalis) – gatunek średniego lub dużego ptaka wodnego z rodziny kaczkowatych (Anatidae), zamieszkujący tundrę Eurazji i Ameryki Północnej. Najliczniejsza z kaczek morskich zimujących w polskiej strefie Bałtyku. Narażona na wyginięcie ze względu na szybko spadającą liczebność.

## Systematyka
Gatunek ten jest jedynym przedstawicielem rodzaju Clangula. Nie wyróżnia się podgatunków.

## Charakterystyka

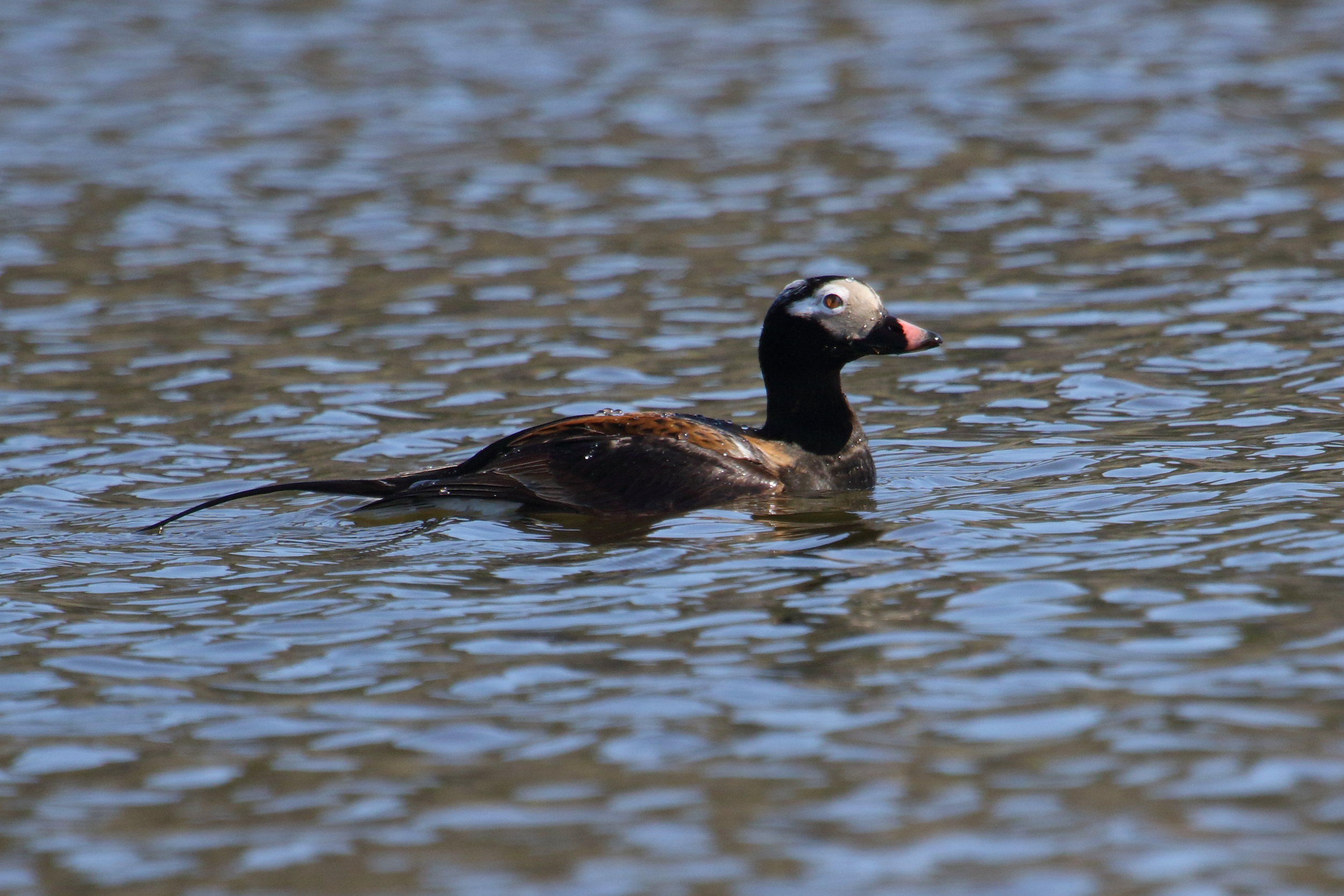
Samiec w szacie godowej

Wygląd zewnętrznyLodówka odznacza się okrągłą głową i krótkim dziobem. Samiec jest większy od samicy, z charakterystycznym długim ogonem złożonym z ostro zakończonych sterówek, przypominających ogon jaskółczy. W szacie godowej ma głowę, szyję i pierś ciemnobrązową, wierzch ciała czarny z brązowymi brzegami, brzuch biały. Dookoła oka duża, biała plama. W zimie samiec biały z czarnymi skrzydłami, czarną plamą w kształcie litery „Y” na grzbiecie, czarną przepaską na piersi i czarną plamą na boku głowy i szyi przechodzącą w kolor szary wokół oka. Na grzbiecie i spodzie skrzydeł ma jaśniejszy pas. Również w tej szacie ma długi ogon. Występuje też pośrednia forma upierzenia między letnim a zimowym. Niezależnie od pory roku samiec ma jasną przepaskę na dziobie. W locie widać ciemne skrzydła bez lusterka.

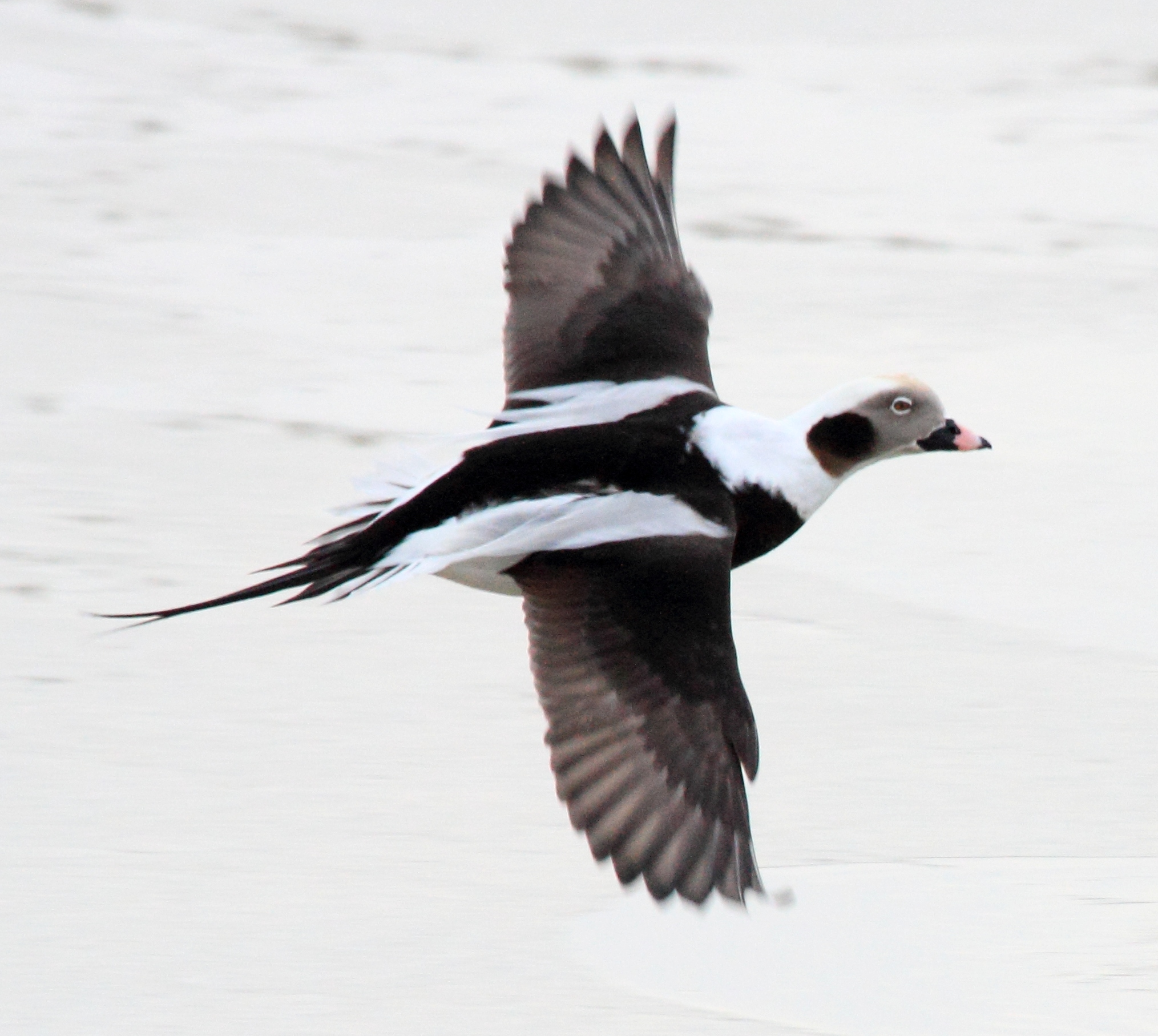
Samiec w szacie spoczynkowej w locie

Samica w szacie godowej podobna do samca, lecz zamiast czerni i ciemnego brązu kolorami dominującymi są różne odcienie szarości. Biaława plama na głowie większa, zachodząca na szyję, lecz z domieszką szarości. Brak jej również długiego ogona, ma za to biały kołnierz. Samica zimą jasnoszara, z brązowym grzbietem i piersią, czarnymi skrzydłami i białą plamą na przodzie, bokach głowy i szyi. Na policzku ciemna plama.
Rozmiary
- długość ciała: samce 51–60 cm (w tym sterówki 13–15 cm), samice 37–47 cm[10]
- rozpiętość skrzydeł: 73–79 cm[10]

Masa ciałasamce 650–900 g, samice 550–800 g
GłosW czasie toków samiec wydaje dźwięczne „a-a-aulik”, dźwięki samicy są gardłowe.

## Występowanie

### Środowisko
Jeziora i wolno płynące rzeki w strefie tundry. Stanowi tam najliczniejszy gatunek kaczek. Zimuje na niezamarzniętych wybrzeżach mórz i dużych jeziorach.

### Zasięg występowania
Tundra Eurazji i Ameryki Północnej, sporadycznie gnieździ się również na Orkadach i Szetlandach. Zimuje na wybrzeżach Wysp Brytyjskich, Morza Północnego, Bałtyku, Półwyspu Koreańskiego, stanu Waszyngton i Karoliny Północnej, a także nad jeziorami Europy Środkowej i Wielkimi Jeziorami Północnoamerykańskimi. Bałtyk stanowi najważniejsze zimowisko gatunku. W głębi lądu pojawia się inwazyjnie, w niektórych latach przekracza linię Karpat i Sudetów, pojawiając się w Czechach, na Słowacji i Węgrzech, a także na Bałkanach, w Alpach i na Azorach. Znacznie rzadziej zalatuje w basen Morza Śródziemnego, do Azji Środkowej i wschodnich Chin, a także na południe USA.
W Polsce pojawia się licznie na Bałtyku podczas przelotów i zimą (od końca września do początku maja), będąc najliczniejszą kaczką morską; zdecydowana większość osobników przebywa na pełnym morzu; w głąb kraju zalatuje bardzo nielicznie.

## Pożywienie
Drobne zwierzęta wodne, takie jak mięczaki, skorupiaki, owady czy narybek, z małą domieszką roślin, np. mchu i glonów. W poszukiwaniu pokarmu znakomicie nurkuje, nawet do 60 metrów.

## Rozród

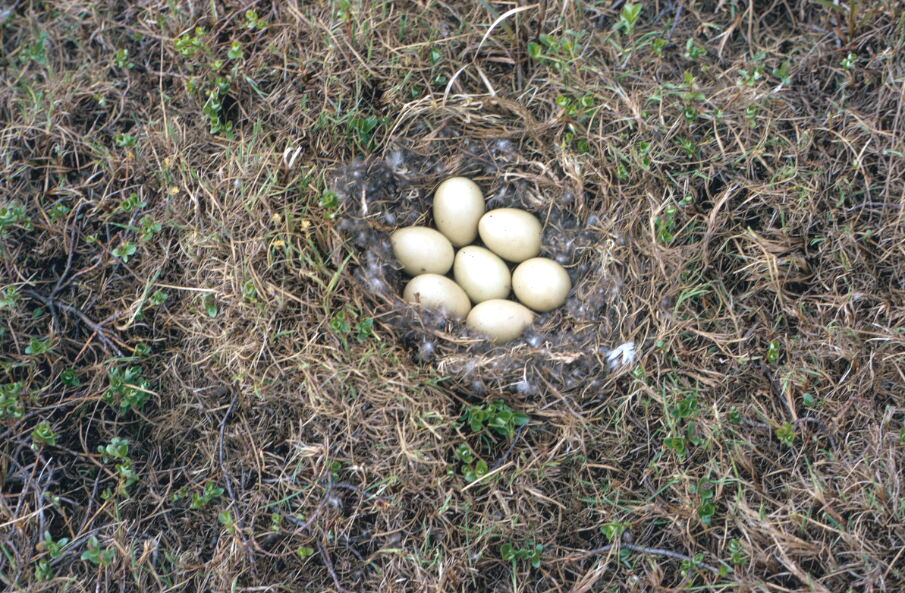
Gniazdo z jajami

GniazdoNa lęgowiska w tundrze i lasotundrze przybywa w kwietniu i maju. W pary dobiera się już na zimowisku, rzadziej po przylocie na lęg. Przelatuje jednak głównie nocami. Gniazdo znajduje się na lądzie, w pobliżu wody nad jeziorami, rzekami o powolnym prądzie, na wysepkach lub na brzegach. Ukryte jest pod osłoną zarośli, roślinności bagiennej, krzaków lub wśród kamieni. Jest to dość głęboka jamka wysłana trawami i liśćmi oraz dużą ilością ciemnego puchu.
JajaW ciągu roku wyprowadza jeden lęg (może znieść jaja ponownie w przypadku utraty jaj lub małych piskląt), składając w maju – czerwcu 5 do 12 oliwkowych lub kremowych jaj o średnich wymiarach 54 × 38 mm i średniej masie 43 g.
WysiadywanieJaja wysiadywane są „twardo” przez okres 24 do 29 dni przez samicę.
PisklętaPisklęta opuszczają gniazdo po wykluciu, usamodzielniają się po 35–40 dniach. Na zimowiska lodówki odlatują między wrześniem a listopadem.

## Status, zagrożenia i ochrona
W Czerwonej księdze gatunków zagrożonych Międzynarodowej Unii Ochrony Przyrody od 2012 roku jest zaliczany do kategorii VU (gatunek narażony), wcześniej miał status gatunku najmniejszej troski (LC). Liczebność światowej populacji w 2017 roku, według szacunków organizacji Wetlands International, wynosiła około 3,20–3,75 miliona osobników. Globalny trend liczebności populacji uznawany jest za spadkowy. Największe zagrożenia dla gatunku stanowią śmierć w wyniku zaplątania się w sieci rybackie, choroba olejowa oraz zakaźne choroby – ptasia cholera czy ptasia grypa, ponadto w niektórych krajach (np. w Finlandii) jest to ptak łowny.
Na terenie Polski gatunek ten jest objęty ścisłą ochroną gatunkową. W latach 2013–2018 liczebność populacji zimującej w polskiej części Morza Bałtyckiego szacowano na 220 691 – 528 075 osobników.